# Liste de normes EN
 (novembre 2021).
Les normes européennes (en abrégé EN) sont des normes techniques développées et maintenues par le CEN (Comité européen de normalisation), le CENELEC (Comité européen de normalisation en électronique et en électrotechnique) et l'ETSI (European Telecommunications Standards Institute).
La norme EN 1 du CEN, intitulée « Poêles à fioul avec brûleurs à vaporisation » spécifiques au marché européen, a été publiée en 1980.

## EN 1–999
- EN 1: poêles à fioul avec brûleurs à vaporisation
- EN 2: classification du feu
- EN 3: extincteurs portatifs
- EN 19: Vannes industrielles - Marquage des vannes métalliques
- EN 26: chauffe-eau à gaz instantanés pour la production d'eau chaude sanitaire
- EN 40-1: colonnes lumineuses - Partie 1: définitions et termes
- EN 40-2: Colonnes lumineuses - Partie 2: Exigences générales et dimensions
- EN 40-3-1: Colonnes lumineuses - Partie 3-1: Conception et vérification - Spécifications pour les charges caractéristiques
- EN 40-3-2: Colonnes lumineuses - Partie 3-2: Conception et vérification - Vérification par essai
- EN 40-3-3: Colonnes lumineuses - Partie 3-3: Conception et vérification - Vérification par calcul
- EN 40-4: colonnes lumineuses - Partie 4: Exigences pour les colonnes lumineuses en béton précontraint
- EN 40-5: Colonnes lumineuses - Partie 5: Exigences pour les colonnes lumineuses en acier
- EN 40-6: colonnes lumineuses - Partie 6: Exigences pour les colonnes lumineuses en aluminium
- EN 40-7: colonnes d'éclairage - Partie 7: Exigences pour les colonnes d'éclairage composites en polymère renforcé de fibres
- EN 54: systèmes de détection et d'alarme incendie
- EN 71: sécurité des jouets
- EN 81: sécurité des ascenseurs
- EN 115: sécurité des escaliers mécaniques et des trottoirs roulants
- EN 124 (annulée) : plaques d'égout
- EN 166: protection individuelle de l'œil . Caractéristiques
- EN 335 : Durabilité du bois et des matériaux à base de bois - Classes d'emploi : définitions, application au bois massif et aux matériaux à base de bois.
- EN 473 : Essais non destructifs — Qualification et certification du personnel END — Principes généraux.
- EN 361 : Equipement de protection individuelle contre les chutes de hauteur : harnais

## EN 1000–9999
- EN 1010-1: sécurité des machines. Exigences de sécurité pour la conception et la construction de machines d'impression et de transformation du papier. Exigences communes
- EN 1010-2: Sécurité des machines. Exigences de sécurité pour la conception et la construction de machines d'impression et de transformation du papier. Machines d'impression et de peinture, y compris les machines prépresse
- EN 1010-3: sécurité des machines. Exigences de sécurité pour la conception et la construction de machines d'impression et de transformation du papier. Machines de découpe
- EN 1010-4: sécurité des machines. Exigences de sécurité pour la conception et la construction de machines d'impression et de transformation du papier. Reliures, convertisseurs de papier et machines de finition
- EN 1010-5: Sécurité des machines - Prescriptions de sécurité pour la conception et la construction de machines d'impression et de transformation du papier. Machines pour la production de carton ondulé
- EN 1069: toboggans aquatiques d'une hauteur de 2 m ou plus
- EN 1078: casques pour cyclistes et utilisateurs de planches à roulettes et de patins à roulettes
- EN 1090: Réalisation de structures en acier et structures en aluminium (3 parties)
- EN 1092: brides et joints. Brides circulaires pour tuyaux, vannes, raccords et accessoires, désignées PN
- EN 1168: Produits préfabriqués en béton - Dalles alvéolées
- EN 1176-1: équipements de jeux. Exigences générales de sécurité et méthodes d'essai
- EN 1177: surface pour aires de jeux amortissantes. Exigences de sécurité et méthodes d'essai
- EN 1325-1: Vocabulaire de la gestion de la valeur, évaluation de la valeur et analyse fonctionnelle
- EN 1337: appuis structurels
- EN 1399: sols élastiques. Détermination de la résistance aux cigarettes brûlées et brûlées
- EN 1990 (Eurocode 0) : Bases de calcul des structures
- EN 1991 (Eurocode 1) : Actions sur les structures
- EN 1992 (Eurocode 2) : Calcul des structures en béton
- EN 1993 (Eurocode 3) : Calcul des structures en acier
- EN 1994 (Eurocode 4) : Calcul des structures mixtes acier-béton
- EN 1995 (Eurocode 5) : Conception et calcul des structures en bois
- EN 1996 (Eurocode 6) : Calcul des ouvrages en maçonnerie
- EN 1997 (Eurocode 7) : Calcul géotechnique
- EN 1998 (Eurocode 8) : Calcul des structures pour leur résistance aux séismes
- EN 1999 (Eurocode 9) : Calcul des structures en aluminium
- EN 2366: série 2019 Aéronautique - Feuilles et feuillards - Alliages résistants à la chaleur - Laminé à froid - Épaisseur ≤ 3 mm - Dimensions
- EN 4179 : qualification et agrément du personnel pour les contrôles non destructifs
- EN 9100 : système d'assurance de la qualité pour le marché aéronautique et spatial.

## EN 10000–10999
Cette gamme comprend presque exclusivement les normes CEN relatives au fer et à l'acier.
- EN 10002: matériaux métalliques - essais de traction
  - EN 10002-1: méthode d'essai à température ambiante
- EN 10024: sections de la bride conique laminée à chaud I. Tolérances sur la forme et les dimensions
- EN 10025: produits laminés à chaud en aciers de construction
  - EN 10025-1: Partie 1: Conditions techniques générales de livraison
  - EN 10025-2: Partie 2: Conditions techniques de livraison des aciers de construction non alliés
  - EN 10025-3: Partie 3: Conditions techniques de livraison des aciers de construction soudés laminés à grain fin normalisés / normalisés
  - EN 10025-4: Partie 4: Conditions techniques de livraison pour l'acier de construction soudé avec stratifié thermomécanique à grain fin
  - EN 10025-5: Partie 5: Conditions techniques de livraison des aciers de construction à résistance améliorée à la corrosion atmosphérique
  - EN 10025-6: Partie 6: Conditions techniques de livraison des produits plats en aciers de construction à haute limite d'élasticité dans des conditions de trempe et de revenu
- EN 10027: Systèmes de désignation pour l'acier.
  - EN 10088-1 Aciers inoxydables - Partie 1: Liste des aciers inoxydables
  - EN 10088-2 Aciers inoxydables - Partie 2: Conditions techniques de livraison des tôles / feuilles et bandes d'aciers résistants à la corrosion à usage général
  - EN 10088-4 Aciers inoxydables - Partie 3: Aciers inoxydables - Conditions techniques de livraison des produits semi-finis, barres, tiges, fils, profilés et produits brillants en aciers résistant à la corrosion à usage général
- EN 10204: Produits métalliques - Types de documents de contrôle
- EN 10216: tubes en acier sans soudure pour service sous pression
  - EN 10216-1: Partie 1: Tubes en acier non allié avec propriétés spécifiées de température ambiante
  - EN 10216-2: Partie 2: Tubes en acier non allié et allié avec propriétés spécifiées à haute température
  - EN 10216-3: Partie 3: tubes en acier allié à grains fins
  - EN 10216-4: Partie 4: Tubes en acier non allié et allié avec propriétés spécifiées pour basses températures
  - EN 10216-5: Partie 5: tubes en acier inoxydable
- EN 10217: tubes en acier soudés à des fins de pression
  - EN 10217-1: Partie 1: Tubes en acier non allié avec propriétés de température ambiante spécifiées
  - EN 10217-2: Partie 2: tubes soudés électriques non alliés et acier allié avec propriétés spécifiées à haute température
  - EN 10217-3: Partie 3: tubes en acier allié à grains fins
  - EN 10217-4: Partie 4: Tubes en acier non allié électrosoudés avec des propriétés spécifiées pour les basses températures
- EN 10240: revêtement de protection interne et / ou externe pour tubes en acier - spécifique pour les revêtements galvanisés à chaud appliqués dans les systèmes automatiques
- EN 10365: profilés en acier laminés à chaud, sections I et H. Dimensions et masses

## EN 11000–12999
- EN 12102: Climatiseurs, groupes de réfrigération liquide, pompes à chaleur et déshumidificateurs avec compresseurs électriques pour le chauffage et le refroidissement des locaux - Mesure du bruit de l'air - Détermination du niveau de puissance acoustique
- EN 12103: Sols souples - Substrats en liège aggloméré - Spécifications
- EN 12104: Sols souples - Dalles de sol en liège - Spécifications
- EN 12105: Revêtements de sol résilients - Détermination de la teneur en humidité du liège aggloméré
- EN 12199: sols élastiques. Spécifications pour les revêtements de sol en caoutchouc surélevés homogènes et hétérogènes
- EN 12221: remplacement d'unités à usage domestique
- EN 12246: Classification de qualité du bois utilisé dans les palettes et les emballages
- EN 12255: Stations d'épuration des eaux usées
  - EN 12255-1: Partie 1: Principes généraux de construction
  - EN 12255-2: Partie 2: Exigences de performance pour les stations de pompage des eaux usées brutes
  - EN 12255-3: Partie 3: traitement préliminaire
  - EN 12255-4: Partie 4: règlement primaire
  - EN 12255-5: Partie 5: Processus lagunaires
  - EN 12255-6: Partie 6: processus de boues activées
  - EN 12255-7: Partie 7: Réacteurs biologiques à film fixe
  - EN 12255-8: Partie 8: Traitement et conservation des boues
  - EN 12255-9: Partie 9: Contrôle des odeurs et ventilation
  - EN 12255-10: Partie 10: Principes de sécurité
  - EN 12255-11: Partie 11: données générales requises
  - EN 12255-12: Partie 12: Contrôle et automatisation
  - EN 12255-13: Partie 13: Traitement chimique - Traitement des eaux usées par précipitation / floculation
  - EN 12255-14: Partie 14: Désinfection
  - EN 12255-15: Partie 15: Mesurage du transfert d'oxygène dans l'eau propre dans les réservoirs d'aération des usines de boues activées
  - EN 12255-16: Partie 16: filtration physique (mécanique)
- EN 12277: Harnais d'alpinisme et d'escalade
- EN 12281: papier d'impression et papier commercial. Copie des exigences en matière de papier.
- EN 12345: soudage. Termes multilingues pour assemblages soudés avec illustrations
- EN 12492: casques d'alpinisme
- EN 12566: petits systèmes de traitement des eaux usées jusqu'à 50 PT
  - EN 12566-1: Partie 1: fosses septiques préfabriquées
  - EN 12566-2: Partie 2: Systèmes d'infiltration des sols
  - EN 12566-3: Partie 3: Stations d'épuration des eaux usées domestiques emballées et / ou assemblées sur site
  - EN 12566-4: Partie 4: fosses septiques assemblées in situ à partir de kits préfabriqués
  - EN 12566-5: Partie 5: Systèmes de filtration pour effluents prétraités
  - EN 12566-6: Partie 6: Unités de traitement préfabriquées pour effluents de fosses septiques
  - EN 12566-7: Partie 7: Unités de traitement tertiaire préfabriquées
- EN 12572: structures d'escalade artificielle
- EN 12600: Classification de la résistance aux chocs du verre
- EN 12663: Applications ferroviaires - Exigences structurelles pour les carrosseries de véhicules ferroviaires
- EN 12797: Brasage - Contrôle destructif des joints brasés
- EN 12799: Brasage - Joints brasés pour essais non destructifs
- EN 12810: échafaudage pour façades en pièces préfabriquées
- EN 12811: équipements pour travaux temporaires
- EN 12841: dispositifs de protection individuelle contre les chutes. Systèmes d'accès par corde. Dispositifs de réglage de corde
- EN 12890:  Patrons, équipements pour patrons et corbeilles pour la production de moules et noyaux en sable
- EN 12952: Chaudières à tubes d'eau et installations auxiliaires
- EN 12973: gestion de la valeur
- EN 12975-1: Systèmes et composants solaires thermiques -  Capteurs solaires

## EN 13000–39999
- EN 13000 : Grue - Grue mobile
- EN 13042-3 : Machines and plants for the manufacture, treatment and processing of hollow glass - Safety requirements - Part 3: IS machines
- EN 13133 : « Brasage - Homologation Brazer » (2000)
- EN 13145 : Applications ferroviaires - Voie - Traverses et éléments porteurs en bois
- EN 13146 : Applications ferroviaires - Voie - Méthodes d'essai des systèmes de fixation
- EN 13162: 2013-03: Produits pour l'isolation thermique des bâtiments - Produits manufacturés en laine minérale (MW)
- EN 13204 : outils hydrauliques de sauvetage à double effet destinés aux services d'incendie et de secours. Exigences de sécurité et de performance
- EN 13231 : Applications ferroviaires - Voie - Réception des travaux
  - Partie 1 : Travaux de voie ballastée — Voie courante et appareils de voie
  - Partie 2 : Critères de réception des travaux de reprofilage des rails en voie et dans les appareils de voie
  - Partie 5 : Procédure pour le reprofilage de rails en voie courante, en appareil de voie et en appareil de dilatation.
- EN 13250 : 2016 Géotextiles et produits associés aux géotextiles - Caractéristiques requises pour une utilisation dans la construction de chemins de fer
- EN 13300 : qualité et classification de la peinture murale (intérieur)
- EN 13309 : Machines de chantier - Compatibilité électromagnétique de machines avec alimentation interne
- EN 13319 : accessoires de plongée. Profondimètres et appareils combinés pour mesurer la profondeur et le temps. Exigences fonctionnelles et de sécurité, méthodes d'essai.
- EN 13402 : désignation des tailles de vêtements
- EN 13432 : Compostable et  Emballage biodégradable
- EN 13445 : réservoirs sous pression non alimentés
- EN 13480 : tubes métalliques industriels
- EN 13501 : classification au feu des produits et éléments de construction
- EN 13537 : valeurs de température pour sac de couchages
- EN 13594 : 2002 gants de protection pour motocyclistes professionnels. Exigences
- EN 13612 : Évaluation des performances des dispositifs médicaux de diagnostic in vitro
- EN 13803 : Applications ferroviaires - Voie - Paramètres de conception du tracé de la voie - Écartement 1435 mm et plus large
- EN 14067: Applications ferroviaires — Aérodynamique
  - Partie 1 : Symboles et unités
  - Partie 3 : Aérodynamique en tunnel
  - Partie 4 : Exigences et procédures d'essai pour l'aérodynamique à l'air libre
  - Partie 5 : Exigences et procédures d'essai pour l'aérodynamique en tunnel
  - Partie 6 : Exigences et procédures d'essai pour l'évaluation de la stabilité vis-à-vis des vents traversiers
- EN 14476 : actions de destructions des micro-organismes dans un milieu.
- EN 15509 : Perception de télépéage - Profil d'application d'interopérabilité pour DSRC
- EN 15250 : 2007 Appareils à dégagement de chaleur lent à combustible solide - Exigences et méthodes d'essai
- EN 15493 : Bougies 2019 - Spécifications pour la sécurité incendie
- En 16114 : 2011 Services de conseil en management (Annulée le 05/07/2019 et remplacée par EN ISO 20700)
- EN 16001 : Systèmes de management de l’énergie
- EN 16992 : 2017 Compétences pour les représentants en douane
- EN 17250 : 2020 Denrées alimentaires - Dosage de l'ochratoxine A dans les épices, la réglisse, le cacao et les produits à base de cacao par nettoyage IAC et HPLC-FLD

## EN 40000–49999
- EN 45004 Critères généraux pour le fonctionnement des différents types d'organismes exerçant des activités d'inspection (Annulée et remplacée par EN ISO / IEC 17020)
- EN 45020 Normalisation et activités connexes - Vocabulaire général

## EN 50000–59999 (spécifications électriques CEN, pas spécifications électriques IEC)
- EN 50022: rails de montage avec raccordement rapide pour appareillage basse tension (rail DIN)
- EN 50075: Europlug
- EN 50090: Systèmes électroniques pour la maison et le bâtiment ( KNX / EIB))
- EN 50102: degrés de protection procurés par les boîtiers des équipements électriques contre les chocs mécaniques externes
- EN 50119: Applications ferroviaires - Installations fixes: lignes aériennes de contact pour la traction électrique des chemins de fer
- EN 50121: Applications ferroviaires - Compatibilité électromagnétique
  - EN 50121-1: Applications ferroviaires - Compatibilité électromagnétique Partie 1: Généralités
  - EN 50121-2: Applications ferroviaires - Compatibilité électromagnétique - Partie 2: émission de l'ensemble du système ferroviaire vers le monde extérieur
  - EN 50121-3-1: Applications ferroviaires - Compatibilité électromagnétique - Partie 3-1: matériel roulant - Train et véhicule complet
  - EN 50121-3-2: Applications ferroviaires - Compatibilité électromagnétique - Partie 3-2: matériel roulant - Appareils
  - EN 50121-4: Applications ferroviaires - Compatibilité électromagnétique - Partie 4: émission et immunité des équipements de signalisation et de télécommunications
  - EN 50121-5: Applications ferroviaires - Compatibilité électromagnétique - Partie 5: Émission et immunité des centrales et équipements fixes
- EN 50122: Applications ferroviaires - Installations fixes
  - EN 50122-1: Applications ferroviaires - Installations fixes - Sécurité électrique, mise à la terre et circuit de retour - Partie 1: Dispositions de protection contre les chocs électriques
  - EN 50122-2: Applications ferroviaires - Installations fixes - Partie 2: Dispositions pour la protection contre les effets des courants vagabonds causés par les systèmes de traction à courant continu
  - EN 50122-3: Applications ferroviaires - Installations fixes - Sécurité électrique, circuit de mise à la terre et de retour - Partie 3: Interaction mutuelle des a.c. et d.c. systèmes de traction
- EN 50123: Applications ferroviaires - Installations fixes - Équipements D.C.
- EN 50124: Applications ferroviaires - Coordination de l'isolement
- EN 50125-2: Applications ferroviaires - Conditions d'environnement pour l'équipement - Partie 2: Installations électriques fixes
- EN 50125-3: Applications ferroviaires - Conditions d'environnement pour l'équipement - Partie 3: Équipement de signalisation et de télécommunications
- EN 50126: Applications ferroviaires - Spécifications et démonstration de fiabilité, disponibilité, maintenabilité et sécurité
- EN 50128: Applications ferroviaires - Systèmes de communication, de signalisation et de traitement - Logiciels pour les systèmes de contrôle et de protection ferroviaires
- EN 50129: Applications ferroviaires - Systèmes de communication, de signalisation et de traitement - Systèmes électroniques de signalisation de sécurité
- EN 50130: Systèmes d'alarme - Compatibilité électromagnétique et méthodes d'essai environnemental
- EN 50131: Systèmes d'alarme - Systèmes d'intrusion et de support
- EN 50136: Systèmes d'alarme - Systèmes de transmission d'alarme
- EN 50153: Applications ferroviaires - Matériel roulant - Dispositions de protection relatives aux risques électriques
- EN 50155: Applications ferroviaires - Équipements électroniques utilisés sur le matériel roulant
- EN 50157: Exigences d'interconnexion pour les équipements électroniques domestiques et similaires (Partie 1 = AV.link)
- EN 50159: Applications ferroviaires - Systèmes de communication, de signalisation et de traitement - Communication de sécurité dans les systèmes de transmission
- EN 50163: les applications ferroviaires fournissent de la tension aux systèmes de traction
- EN 50178: Appareils électroniques destinés aux installations électriques
- EN 50262: Presse-étoupe pour installations électriques
- EN 50267: Gaz corrosifs
- EN 50272-1: Norme pour les exigences de sécurité relatives aux batteries secondaires et aux installations de batteries - Partie 1 Informations générales sur la sécurité
- EN 50272-2: Norme pour les exigences de sécurité pour les batteries secondaires et les installations de batteries - Partie 2 Batteries fixes
- EN 50522: mise à la terre des centrales électriques supérieure à 1 kV a.c.
- EN 50308: Éoliennes - Mesures de protection - Exigences de conception, de fonctionnement et de maintenance
- EN 50325: sous-système de communications industrielles basé sur ISO 11898 (CAN) pour les interfaces contrôleur-appareil
- EN 50412: Équipements et systèmes de communication par ligne électrique utilisés dans les installations basse tension dans la gamme de fréquences de 1,6 MHz à 30 MHz
- EN 50436: verrouillages alcoolisés
- EN 50525: câbles pour énergie basse tension; une fusion de HD 21 et HD 22.
- EN 50571: spécifie les exigences générales pour les systèmes d'alimentation centralisés pour une alimentation en énergie indépendante